# Sweetwater (Idaho)
Sweetwater es un lugar designado por el censo ubicado en el condado de Nez Perce en el estado estadounidense de Idaho. En el Censo de 2010 tenía una población de 143 habitantes y una densidad poblacional de 46,36 personas por km².

## Geografía
Sweetwater se encuentra ubicado en las coordenadas 46°22′4″N 116°47′51″O / 46.36778, -116.79750. Según la Oficina del Censo de los Estados Unidos, Sweetwater tiene una superficie total de 3.08 km², de la cual 3.08 km² corresponden a tierra firme y (0%) 0 km² es agua.

## Demografía
Según el censo de 2010, había 143 personas residiendo en Sweetwater. La densidad de población era de 46,36 hab./km². De los 143 habitantes, Sweetwater estaba compuesto por el 60.84% blancos, el 0% eran afroamericanos, el 37.76% eran amerindios, el 0% eran asiáticos, el 0% eran isleños del Pacífico, el 0% eran de otras razas y el 1.4% pertenecían a dos o más razas. Del total de la población el 2.8% eran hispanos o latinos de cualquier raza.